# (33666) 1999 JO94
1999 JO94 (asteroide 33666) é um asteroide da cintura principal. Possui uma excentricidade de 0.08016800 e uma inclinação de 17.86474º.
Este asteroide foi descoberto no dia 12 de maio de 1999 por LINEAR em Socorro.